# Даніела Сіліваш
Даніела Сільваш  (рум. Daniela Silivaş, 9 травня 1972) — румунська гімнастка, олімпійська чемпіонка.

## Виступи на Олімпіадах
| Олімпіада | Дисципліна        | Місце |
| --------- | ----------------- | ----- |
| Сеул 1988 | абсолютний залік  | 2     |
| Сеул 1988 | командний залік   | 2     |
| Сеул 1988 | вільні врави      | 1     |
| Сеул 1988 | опорний стрибок   | 3     |
| Сеул 1988 | різновисокі бруси | 1     |
| Сеул 1988 | колода            | 1     |